# 20-й гвардейский истребительный авиационный полк
20-й гвардейский истребительный авиационный Краснознамённый полк — воинская часть ВВС СССР в Великой Отечественной войне.

## История
Сформирован 4 апреля 1942 года путём преобразования 147-го истребительного авиационного полка.
В составе действующей армии с 4 апреля 1942 по 13 января 1945 года.
На момент формирования полка на вооружении состояли 12 P-40 «Томахаук IIB», а в начале мая 1942 года были получены дополнительно 17 Р-40E «Киттихаук». 2-я эскадрилья полка получила самолёты МиГ-3 «Комсомолец Заполярья», построенные на средства комсомольцев Мурманска. За 1942 год полк потерял 28 P-40, за 1943 год — 26 Р-40E «Киттихаук».
В августе 1943 года полк был перевооружён самолётами Р-39N «Аэрокобра», полностью переучившись на тип данного самолёта к началу 1944 года.
Летом 1945 года полк был перевооружён самолётами Як-9.
Базировался на аэродроме Мурмаши в 1942—1944 годах, прикрывал Мурманск и Кировскую железную дорогу.
Во время Петсамо-Киркенесской операции прикрывал наступающие советские войска, штурмовики и бомбардировщики.
По окончании операции базировался на аэродроме Мурмаши.
За время войны полк совершил 12 500 боевых, 11 821 учебных вылетов, провёл 183 воздушных боя, сбил 222 самолёта противника. На земле полк уничтожил 19 самолётов, 6 танков, 247 автомашин, 8 складов с боеприпасами, 3 склада с горючим, 404 повозки с военным грузом.

## Полное наименование
- 20-й гвардейский истребительный авиационный Краснознамённый полк

## Подчинение
| Дата            | Фронт (округ)             | Армия                | Корпус | Дивизия                                             | Примечания |
| --------------- | ------------------------- | -------------------- | ------ | --------------------------------------------------- | ---------- |
| 01.05.1942 года | Карельский фронт          | 14-я армия           | -      | -                                                   | -          |
| 01.06.1942 года | Карельский фронт          | 14-я армия           | -      | -                                                   | -          |
| 01.07.1942 года | Карельский фронт          | 14-я армия           | -      | -                                                   | -          |
| 01.08.1942 года | Карельский фронт          | 14-я армия           | -      | -                                                   | -          |
| 01.09.1942 года | Карельский фронт          | 14-я армия           | -      | -                                                   | -          |
| 01.10.1942 года | Карельский фронт          | 14-я армия           | -      | -                                                   | -          |
| 01.11.1942 года | Карельский фронт          | 14-я армия           | -      | -                                                   | -          |
| 01.12.1942 года | Карельский фронт          | 7-я воздушная армия  | -      | 258-я истребительная авиационная дивизия            | -          |
| 01.01.1943 года | Карельский фронт          | 7-я воздушная армия  | -      | 258-я истребительная авиационная дивизия            | -          |
| 01.02.1943 года | Карельский фронт          | 7-я воздушная армия  | -      | 258-я истребительная авиационная дивизия            | -          |
| 01.03.1943 года | Карельский фронт          | 7-я воздушная армия  | -      | 258-я смешанная авиационная дивизия                 | -          |
| 01.04.1943 года | Карельский фронт          | 7-я воздушная армия  | -      | 258-я смешанная авиационная дивизия                 | -          |
| 01.05.1943 года | Карельский фронт          | 7-я воздушная армия  | -      | 258-я смешанная авиационная дивизия                 | -          |
| 01.06.1943 года | Карельский фронт          | 7-я воздушная армия  | -      | 258-я смешанная авиационная дивизия                 | -          |
| 01.07.1943 года | Карельский фронт          | 7-я воздушная армия  | -      | 258-я смешанная авиационная дивизия                 | -          |
| 01.08.1943 года | Карельский фронт          | 7-я воздушная армия  | -      | 258-я смешанная авиационная дивизия                 | -          |
| 01.09.1943 года | Карельский фронт          | 7-я воздушная армия  | -      | 1-я гвардейская смешанная авиационная дивизия       | -          |
| 01.10.1943 года | Карельский фронт          | 7-я воздушная армия  | -      | 1-я гвардейская смешанная авиационная дивизия       | -          |
| 01.11.1943 года | Карельский фронт          | 7-я воздушная армия  | -      | 1-я гвардейская смешанная авиационная дивизия       | -          |
| 01.12.1943 года | Карельский фронт          | 7-я воздушная армия  | -      | 1-я гвардейская смешанная авиационная дивизия       | -          |
| 01.01.1944 года | Карельский фронт          | 7-я воздушная армия  | -      | 1-я гвардейская смешанная авиационная дивизия       | -          |
| 01.02.1944 года | Карельский фронт          | 7-я воздушная армия  | -      | 1-я гвардейская смешанная авиационная дивизия       | -          |
| 01.03.1944 года | Карельский фронт          | 7-я воздушная армия  | -      | 1-я гвардейская смешанная авиационная дивизия       | -          |
| 01.04.1944 года | Карельский фронт          | 7-я воздушная армия  | -      | 1-я гвардейская смешанная авиационная дивизия       | -          |
| 01.05.1944 года | Карельский фронт          | 7-я воздушная армия  | -      | 1-я гвардейская смешанная авиационная дивизия       | -          |
| 01.06.1944 года | Карельский фронт          | 7-я воздушная армия  | -      | 1-я гвардейская смешанная авиационная дивизия       | -          |
| 01.07.1944 года | Карельский фронт          | 7-я воздушная армия  | -      | 1-я гвардейская смешанная авиационная дивизия       | -          |
| 01.08.1944 года | Карельский фронт          | 7-я воздушная армия  | -      | 1-я гвардейская смешанная авиационная дивизия       | -          |
| 01.09.1944 года | Карельский фронт          | 7-я воздушная армия  | -      | 1-я гвардейская смешанная авиационная дивизия       | -          |
| 01.10.1944 года | Карельский фронт          | 7-я воздушная армия  | -      | 1-я гвардейская смешанная авиационная дивизия       | -          |
| 01.11.1944 года | Карельский фронт          | 7-я воздушная армия  | -      | 1-я гвардейская смешанная авиационная дивизия       | -          |
| 01.12.1944 года | -                         | 14-я отдельная армия | -      | 16-я гвардейская истребительная авиационная дивизия | -          |
| 01.01.1945 года | -                         | 14-я отдельная армия | -      | 16-я гвардейская истребительная авиационная дивизия | -          |
| 01.02.1945 года | Беломорский военный округ | -                    | -      | 16-я гвардейская истребительная авиационная дивизия | -          |
| 01.03.1945 года | Беломорский военный округ | -                    | -      | 16-я гвардейская истребительная авиационная дивизия | -          |
| 01.04.1945 года | Беломорский военный округ | -                    | -      | 16-я гвардейская истребительная авиационная дивизия | -          |
| 01.05.1945 года | Беломорский военный округ | -                    | -      | 16-я гвардейская истребительная авиационная дивизия | -          |

## Командиры
- Головня, Михаил Михайлович, полковник, 16.09.1940 – 24.08.1941
- Дюжев, Владимир Иванович, капитан, 24.08.1941 – 30.12.1941
- Шевелев, Павел Захарович, майор, 30.12.1941 – 18.05.1942
- Маслов, Георгий Павлович, гвардии подполковник, 18.05.1942 – 25.11.1942
- Семянистый, Михаил Васильевич, гвардии майор, 25.11.1942 – 07.05.1944
- Кутахов, Павел Степанович, гвардии майор, 07.05.1944 – 1946.

## Награды и наименования
| Награда                | Дата       | За что получена |
| ---------------------- | ---------- | --- |
| Орден Красного Знамени | 22.02.1943 | За образцовое выполнение боевых заданий командования на фронте борьбы с немецкими захватчиками и проявленные при этом доблесть и мужество |

## Воины полка
| Награда | Ф. И. О.                      | Должность      | Звание            | Дата награждения | Данные о вылетах | Примечания       |
| ------- | ----------------------------- | -------------- | ----------------- | ---------------- | --- | ---------------- |
|         | Хлобыстов, Алексей Степанович | командир звена | гвардии лейтенант | 06.06.1942       | 266 боевых вылетов, в 16 воздушных боях сбил лично 7 и в группе 24 (из них два тараном в одном бою) самолётов Герои страны | погиб 13.12.1943 |

| Награда | Ф. И. О.                    | Должность           | Звание          | Дата награждения       | Данные о вылетах                                                                                 | Примечания       |
| ------- | --------------------------- | ------------------- | --------------- | ---------------------- | ------------------------------------------------------------------------------------------------ | ---------------- |
|         | Поздняков, Алексей Павлович | командир эскадрильи | гвардии капитан | 06.06.1942 (посмертно) | 222 боевых вылета, в 11 воздушных боях сбил лично 2 и в группе 6 (из них один тараном) самолётов | погиб 08.04.1942 |

## Известные люди, связанные с полком
- Кутахов, Павел Степанович, командир полка, гвардии полковник, впоследствии Главнокомандующий Военно-Воздушными Силами СССР, Главный маршал авиации (1972), заслуженный военный лётчик СССР (1966), Депутат Верховного Совета СССР.

## Благодарности Верховного Главнокомандующего
Воинам полка в составе 1-й гвардейской смешанной авиационной дивизии объявлены благодарности Верховного Главнокомандующего:
- за овладение городом Петсамо (Печенга)[1].
- за освобождение района Никель, Ахмалахти, Сальмиярви[2].
- за овладение городом Киркенес[3].
- за освобождение Печенгской области[4].

## Память
- Школьный музей в посёлке Килп-Явр.